# Resonancia Schumann

Representación de los primeros tres modos de la frecuencia de Schumann como ondas estacionarias contenidas entre la superficie de la Tierra y la ionosfera.

Frecuencia fundamental aproximada, y primeros armónicos. (Gráfico en idioma japonés).

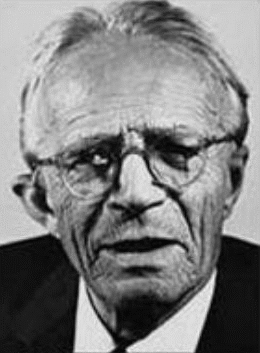
El físico alemán Winfried Schumann (1888-1974), descubridor de la resonancia electrónica de los relámpagos.

La resonancia Schumann es un conjunto de picos en la banda de ELF (extremely low frequencies: ‘frecuencia extremadamente baja’) del espectro electromagnético de la Tierra.
Este fenómeno sucede porque el espacio entre la superficie terrestre y la ionosfera (que existe entre los 90 y los 500 km de altura) actúa como una guía de onda. Las limitadas dimensiones terrestres provocan que esta guía de onda actúe como cavidad resonante para las ondas electromagnéticas en la banda ELF. La cavidad es excitada de manera natural por los relámpagos, y también, dado que su séptimo sobretono (armónico) se ubica aproximadamente en 60 Hz, también influyen las redes de transmisión eléctrica en los territorios en donde se emplea corriente alterna en esa frecuencia.
La frecuencia más baja, y al mismo tiempo la intensidad más alta, de la resonancia de Schumann se sitúa en aproximadamente 7,83 Hz. Los sobretonos detectables se extienden hasta el rango de los kHz (kilohercios).
Este fenómeno se llama así en honor de Winfried Otto Schumann (1888-1974), que predijo matemáticamente su existencia en 1952, a pesar de ser observada por primera vez por Nikola Tesla y formar la base de su esquema para transmisión de energía y comunicaciones inalámbricas.
La primera representación espectral de este fenómeno fue preparada por Balser y Wagner en 1960.

## Pseudociencia

### Resonancia de los relámpagos y las ondas alfa
En algunos sitios de internet y libros, realizan afirmaciones no científicas, asociando dichas ondas con las ondas alfa, y adjudicándoles un papel en los procesos biológicos.
Entre los errores de estas publicaciones se encuentran los siguientes:
- Adjudican a las ondas Schumann una frecuencia exacta e invariable de 7,8 Hz,[3][4] aunque esta es aproximada y variable.[6][1] Incluso las ondas Schumann no están presentes constantemente (requieren que haya relámpagos en algún lugar del mundo).[1]
- Adjudican a las ondas alfa una frecuencia exacta e invariable, también de 7,8 Hz,[3][4] aunque estas varían entre 8 y 12 Hz.[7] Las ondas alfa no son frecuentes en los niños,[8] lo que descartaría que sean imprescindibles.
- Consideran que las ondas alfa son ondas sincronizadoras de neuronas,[3][4] cuando en realidad es al contrario: se considera que son producto de la sincronización de las neuronas.[9] Es decir que dichas publicaciones pseudocientíficas confunden la causa con el efecto.
- No poseen citas ni referencias a artículos científicos con revisión por pares, ni a ensayos concluyentes.
- No poseen ninguna explicación del supuesto mecanismo, ni ensayos falsables que lo demuestren.
- Caen en la falacia lógica cum hoc ergo propter hoc (‘correlación no implica causalidad’).

### Resonancia de los relámpagos y la velocidad de rotación terrestre
En 2008, el escritor estadounidense Gregg Braden (Misuri, 1954) afirmó (sin aportar evidencias) que desde 1980 las resonancias Schumann habían aumentado desde 7,8 Hz a 12,0 Hz.
El creador del bulo afirmó también que el planeta Tierra estaba girando más rápido.
Llegó a esa conclusión acientífica mediante una regla de tres inversa: si 8 Hz correspondían a una rotación de la Tierra de veinticuatro horas, entonces 12 Hz corresponderían a una rotación de la Tierra de dieciséis horas. 

The resonance of Earth (Schumann resonance) has been 7.8 Hz for thousands of years. Since 1980 it has risen to over 12 Hz.
This means that 16 hours now equate to a 24 hour day.
Time is speeding up!
La resonancia de la Tierra (resonancia Schumann) ha sido de 7,8 Hz durante miles de años. Desde 1980 se ha elevado a más de 12 Hz.
Esto significa que un día de 24 horas equivale ahora a 16 horas.
¡El tiempo se está acelerando!

En noviembre de 2013, varios periódicos de papel y sitios de Internet difundieron el mismo bulo traducido al español.

## Cultura popular
La resonancia Schumann juega una parte significativa como explicación de la telecomunicación en el anime Serial Experiments Lain, así como en la armonía entre el campo magnético terrestre y el campo magnético humano en la serie Earth Girl Arjuna (2001). También es mencionada en la serie Touch (2012).[cita requerida]